# Коммунистическая партия Белоруссии (1918—1993)
Коммунистическая партия Белоруссии (Коммунистическая партия Беларуси, сокр. КПБ; бел. Камуністычная партыя Беларусі) — коммунистическая партия в Белорусской ССР и Республике Беларусь, существовавшая с 1918 по 1993 год. С 1918 по 1952 год носила название Коммунистическая партия (большевиков) Беларуси, сокр. КП(б)Б. Фактически прекратила существовать как часть КПСС в августе 1991 года после принятия Верховным Советом Белорусской ССР Постановления «О временном приостановлении деятельности КПБ — КПСС на территории Белорусской ССР».

## История
Съезд избрал Центральный комитет КП(б)ЛиБ, в Президиум которого вошли Винцас Мицкявичюс-Капсукас — председатель, З. Ангаретис, В. Богуцкий, Я. Долецкий, С. Иванов, М. Калманович, В. Кнориньш (секретарь), А. Мясников, И. Уншлихт, К. Циховский, В. Яркин и др.

### Компартия Беларуси в послевоенный период (1941—1991)
В 1948 году среди основных работников республиканских, областных и районных органов номенклатуры Центрального комитета Коммунистической партии большевиков Белорусской ССР насчитывалось 2879 белорусов, 1172 русских и 299 евреев.
28 июля 1990 года из ст. 6 Конституции Белорусской ССР было исключено положение о руководящей роли КПБ.

### Приостановление деятельности и объединение с Партией коммунистов Беларуси
25 апреля 1993 года на XXXII (внеочередном) съезде КПБ было принято решение о вхождении партии в состав ПКБ.
Решение об объединении было закреплено на II съезде ПКБ, состоявшемся в мае 1993 года.

## Руководители партии
Секретари — первые секретари ЦК КП(б)/КП Беларуси
- 1918—1919 гг. — Мясников, Александр Фёдорович
- 1919 год — Мицкявичюс-Капсукас, Винцас
- 11 ноября 1920 года — 1921 год — Генкин, Ефим Борисович
- 25 ноября 1920 года — май 1922 — Кнорин, Вильгельм Георгиевич
- май 1922— 4 февраля 1924 — Богуцкий, Вацлав Антонович
- 4 февраля — 14 мая 1924 — Асаткин-Владимирский, Александр Николаевич
- сентябрь 1924 — 7 мая 1927 — Криницкий, Александр Иванович
- 7 мая 1927 — 4 декабря 1928 — Кнорин, Вильгельм Георгиевич
- 4 декабря 1928 — 8 января 1930 — Гамарник, Ян Борисович
- 8 января 1930 — 18 января 1932 — Гей, Константин Вениаминович
- 18 января 1932 — 18 марта 1937 — Гикало, Николай Фёдорович
- 14 марта — 27 июля 1937 — Шарангович, Василий Фомич
- 27 июля — 11 августа 1937, и. о. — Яковлев, Яков Аркадьевич
- 11 августа 1937 — июнь 1938, и. о. — Волков, Алексей Алексеевич
- 18 июня 1938 — 7 марта 1947 — Пономаренко, Пантелеймон Кондратьевич
- 7 марта 1947 — 3 июня 1950 — Гусаров, Николай Иванович
- 3 июня 1950 — 28 июля 1956 — Патоличев, Николай Семёнович
- 28 июля 1956 — 30 марта 1965 — Мазуров, Кирилл Трофимович
- 30 марта 1965 — 4 октября 1980 — Машеров, Пётр Миронович
- 16 октября 1980 — 11 января 1983 — Киселёв, Тихон Яковлевич
- 13 января 1983 — 6 февраля 1987 — Слюньков, Николай Никитич
- 6 февраля 1987 — 30 ноября 1990 — Соколов, Ефрем Евсеевич
- 30 ноября 1990 — 25 апреля 1993 — Малофеев, Анатолий Александрович

## Съезды партии
- I съезд КП(б)Б — Смоленск, 30 декабря 1918 года.
- II объединительный съезд КП(б)ЛиБ — Вильнюс, 4-6 марта 1919 года.
- III съезд КП(б)Б — Минск, 22—26 ноября 1920 года.
- IV съезд КП(б)Б — Минск, 25 февраля — 2 марта 1921 года.
- V съезд КП(б)Б — Минск, 15 — 20 октября 1921 года.
- VI съезд КП(б)Б — Минск, 15 — 19 марта 1922 года.
- VII съезд КП(б)Б — Минск, 20 — 26 марта 1923 года.
- XI съезд КП(б)Б — Минск, 22 — 29 ноября 1927 года.
- XIII съезд КП(б)Б — Минск, 30 мая — 12 июня 1930 года.
- XIV съезд КП(б)Б — Минск, 23 — 29 января 1932 года.
- XV съезд КП(б)Б — Минск, 16 — 22 января 1934 года.
- XVI съезд КП(б)Б — Минск, 10 — 19 июня 1937 года.
- XVII съезд КП(б)Б — Минск, 10 — 18 июня 1938 года.
- XVIII съезд КП(б)Б — Минск, 15 — 20 мая 1940 года.
- XIX съезд КП(б)Б — Минск, 15—18 февраля 1949 года.
- XX съезд КП(б)Б — Минск, 20—23 сентября 1952 года.
- XXI съезд КПБ — Минск, 10—13 февраля 1954 года.
- XXII съезд КПБ — Минск, 24—27 января 1956 года.
- XXIII внеочередной съезд КПБ — Минск, 14—15 января 1959
- XXIV съезд КПБ — Минск, 17—19 февраля 1960 года.
- XXV съезд КПБ — Минск, 26-28 сентября 1961 года.
- XXVI съезд КПБ — Минск, 3—5 марта 1966 года.
- XXVII съезд КПБ — Минск, 22—24 февраля 1971 года.
- XXVIII съезд КПБ — Минск, 4—6 февраля 1976 года.
- XXIX съезд КПБ — Минск, 27—29 января 1981 года.
- XXX съезд КПБ — Минск, 30—31 января 1986 года.
- XXXI съезд КПБ — Минск, 28 ноября — 1 декабря 1990 года.
- XXXII съезд КПБ — Минск, 25 апреля 1993 года Объединительный с Партией коммунистов белорусской (ПКБ).